# Robinson Fire Apparatus Manufacturing Company
Robinson Fire Apparatus Manufacturing Company war ein US-amerikanisches Unternehmen.

## Unternehmensgeschichte
Das Unternehmen wurde 1871 in St. Louis in Missouri gegründet. Die Brüder Vernon und Earl Robinson leiteten es. Sie stellten Geräte für Feuerwehren her. Vom 14. Juni 1926 ist noch ein Eintrag für ein Markenzeichen bekannt. Danach verliert sich die Spur des Unternehmens.

## Produkte
Angeboten wurden Feuerlöscher, pferdegezogene Wagen mit Feuerlöschgeräten und motorisierte Feuerwehrfahrzeuge.
Am 16. Oktober 1907 wurde über Kundenbestellungen aus New Orleans, Little Rock, Fort Worth, Paterson, Alliance, Kalamazoo, El Paso, Pasadena, Mauch Chunk und Seattle berichtet. Vier Wochen später werden San Francisco, Madison, erneut Mauch Chunk sowie Hanford genannt.
Die Feuerwehr aus Wichita Falls bestellte am 28. September 1909 ein Kraftfahrzeug.
Ein Fahrzeug von 1911 sowie eines von 1914 existieren noch.